# Porlamar
Porlamar è una città del Venezuela, centro abitato più esteso e popoloso dell'isola di Margarita nello stato di Nueva Esparta. È anche una fra le più antiche città venezuelane, essendo stata fondata nel 1536. Situata a sud-est dell'isola, di fronte alle coste settentrionali del Venezuela, è diventata una meta turistica frequentata sia da venezuelani che da stranieri delle più svariate nazionalità, come sta a dimostrare la buona organizzazione delle proprie strutture turistiche.
Il centro della città è costituito dai Corsi Santiago Mariño e 4 de mayo, con i negozi più eleganti, e da strette vie dove sono stati aperti molti locali commerciali. In questi ultimi possono essere effettuati acquisti di ogni tipo e a prezzi molto vantaggiosi, grazie anche al puerto libre (porto franco), istituito fin dal 1973. Sono inoltre presenti diversi centri commerciali il più grande dei quali è il Sambil, situato a Pampatar lungo l'autostrada che congiunge Porlamar a La Asunción, capoluogo dell'isola e capitale dello Stato di Nueva Esparta. Di recente costruzione un altro centro commerciale che si chiama "La vela" ubicato nel quartiere di Costa Azul di fronte all'hotel Hilton. Verso l'est, direttrice di espansione della città, vi sono moderni corsi e ampie zone residenziali dedicate soprattutto al turismo.
Il forte sviluppo della città ha comportato la fusione con altri due comuni (Alcaldias) dell'isola, Los Robles e Pampatar.

## Economia

### Turismo
Fra i luoghi di interesse artistico vi è il Museo De Arte Contemporàneo Francisco Narvàez allestito al centro della città. Porlamar possiede un gran numero di strutture turistiche di vario tipo (alberghi, ostelli, ristoranti ecc.), atte a soddisfare ogni tipo di esigenza.